# 村本建設
村本建設株式会社（むらもとけんせつ）は、大阪府大阪市天王寺区に本社を置く、日本の建設会社、「ゼネコン」のひとつ。

## 歴史
1908年に村本組として当時の奈良県北葛城郡馬見町（後の広陵町）平尾で創業し、登記上はその後も広陵町に本店が置かれている。
バブル期に関連会社などを通して行なった不動産投資に失敗し、1995年に5千億円超の負債を抱えて倒産した。負債総額については5900億円ともいわれ、当時は三光汽船の先例を超えた史上最高額の倒産と報じられた。
倒産までは典型的な同族会社であり、村本家関係者が上位の役職を占め、未上場ながら業界20位代にあたる3千億円程度の年間完工高を持っていた。再建後の社長の決定権は管財人が持っているが、倒産当時は社長の息子にして東京支店長として営業に携わっていた村本吉弘が、管財人と社員から推されて社長に就任した。
会社更生の手続き中、いったんは19年かけて債務を返済する更生計画が立てられたが、2004年に分社化による繰り上げ返済を行なう計画案が認可され、同年6月1日には債務返済にあたる更生会社の村本資産管理を分割した。

## 沿革
- 1908年、村本組として創業（1964年、現在の村本建設株式会社に商号を変更）。
- 1957年、大阪支店開設
- 1961年、東京支店開設
- 1964年、名古屋支店開設
- 1967年、九州支店開設
- 1976年、中国支店および東北支店開設
- 1980年、札幌支店開設
- 1993年、会社更生手続開始申立て
- 1998年、大阪支店がISO9001の認証取得
- 1999年、東京支店、奈良本店、名古屋支店がISO9001の認証取得
- 2000年、中国支店、九州支店、東北支店がISO9001の認証取得
- 2001年、奈良本店がISO14001認証取得
- 2004年、会社更生手続終結
- 2011年、フィリピン共和国「スービック経済特区」に　MURAMOTO SUBIC PHILIPPINES CORPORATION設立
- 2013年、本社移転

## 会社更生手続
- 1993年、会社更生手続きを申請。負債総額は、同社資本金の200倍を超す5,900億円。当時、戦後最大の負債総額であった[8]。
- 1995年12月に会社更生法に基づいて大阪地裁が認可した会社更生計画は自主再建を基本方針とし、新資本金20億円のうち14億3000万円は、一般社員、役員ら1,051人が新たに出資し、一般更生債権を持っていた南都銀行、大和銀行などの金融機関が総額5億7000万円分の代物弁済を受ける形で株式を保有した[9]。
- 2004年、会社更生手続き終了[8]。

## 事業所
- 本社 大阪
- 本店 奈良
- 支店 仙台、東京、横浜、千葉、名古屋、大阪、広島、福岡
- 営業所 札幌、盛岡、福島、埼玉、西東京、三重、京都、神戸、和歌山、奈良、熊本、沖縄

## 事件
- 2009年 - 奈良県天川村の公共工事を巡る汚職事件で、元部長が贈賄罪などで執行猶予付き有罪判決を受ける[8]。
- 2016年 - 2015年5月期までの3年間で計約5000万円の所得隠しが大阪国税局より指摘され、重加算税を含む約2000万円の追徴税を納付した[8]。

## 主な施工実績（JVを含む）

### 行政庁舎等
- 天理市庁舎
- 大阪府庁舎新別館
- 大阪小包郵便局庁舎
- 西部防災センター
- 田辺町総合福祉会館
- 城陽市庁舎
- 王寺町庁舎
- 王寺西和警察署庁舎
- 龍神村庁舎
- 名古屋市公館
- 上牧町文化センター（ペガサスホール） - 1993年施工[10]

### 博物館・体育館等
- 江戸東京博物館
- 東京都新美術館
- 大阪府立体育会館
- 大和高田図書館
- 菰野町図書館[11]
- 吹田総合武道館
- 阪神競馬場

### 商業ビル
- ウエステ垂水（垂水駅西地区再開発ビル）
- りんくうゲートタワービル
- 横浜国際平和会議場ホテル棟、会議センター
- ゆめおおおか

### 市街地再開発事業
- JR奈良駅周辺地区市街地再開発
- JR尼崎駅北市街地再開発事業
- JR六甲道駅南第3地区桜口再開発事業

### 地下鉄
- 名古屋市交通局（名古屋市営地下鉄）名城線
- 名古屋市営地下鉄桜通線
- 京都市交通局（京都市営地下鉄）東西線御池駅
- 福岡市交通局（福岡市地下鉄）空港線
- 大阪市高速電気軌道(Osaka Metro)鶴見検車場

### 水道施設等
- 大和高田市雨水ポンプ場 - 1991年〜993年施工[12]
- 天川村簡易水道施設[13]

### 大学施設
- 奈良学園大学登美ケ丘キャンパス
- 奈良文化高等学校学生寮
- 京都大学総合研究棟
- 岡山大学総合教育棟
- 東京学芸大学家政研究実験棟
- 白鳳女子短期大学国際交流会館
- 早稲田大学戸山キャンパス図書館
- 大阪教育大学大学会館
- 大阪商業大学管理本館
- 大谷女子大学志学館

### その他の学校施設
- 奈良県立五條高等学校
- 奈良県立王寺工業高等学校格技場 - 1966年施工、2010年修理[14]
- 東京都立立川高等学校
- 箕面自由学園

### 病院等
- 茅ヶ崎中央病院
- おきなわ健康長寿センター
- 名古屋大学医学部付属病院
- 平成記念病院
- 済生会東神奈川リハビリテーション病院
- 奈良県歯科医師会館
- 山口第一病院
- JCHO神戸中央病院

など

## 関連会社
（日本国内）
- 株式会社村本道路
- 株式会社ツーワン
- 株式会社アイエムエス
- 株式会社オーバル

（海外）
- 瀋陽紫東経済諮詢服務有限公司（中華人民共和国）
- Muramoto Subic Philippines Corporation（フィリピン共和国）